# IC 3958
IC 3958 је елиптична галаксија у сазвјежђу Береникина коса која се налази на листи објеката дубоког неба у Индекс каталогу.
Деклинација објекта је + 24° 1' 20" а ректасцензија 12h 59m 11,4s. Привидна величина (магнитуда) објекта IC 3958 износи 15,5 а фотографска магнитуда 16,5.